# Иодама
Иодама (др.-греч. Ἰοδάμα) — персонаж древнегреческой мифологии. Жрица храма Афины Итонии недалеко от Коронии. Однажды ночью вошла в ограду, перед ней явилась Афина с головой Медузы на одеянии, и Иодама превратилась в камень. По другой версии явно эвгемеристического характера, сестра Афины и дочь Итона, нечаянно убитая своей сестрой, упражнявшейся в боевом искусстве.